# Donationware
Donationware (от англ. donation — «пожертвование» и software — «программное обеспечение», по-другому, «DonateWare») — это модель лицензирования, при которой пользователю поставляется полностью функционирующее программное обеспечение с возможностью сделать пожертвование разработчику (либо на благотворительность). Размер пожертвования может быть фиксированным или устанавливаться пользователем на основании индивидуального восприятия ценности программного обеспечения.
Так как в модели donationware поставляется полностью функционирующее программное обеспечение и пожертвование является дополнительной возможностью, то технически это тип бесплатного программного обеспечения. Однако модель donationware также похожа на условно-бесплатное программное обеспечение, но, в отличие от последнего, оплата в котором может ожидаться, пожертвование не является обязательным условием использования. Также само пожертвование не является покупкой программного обеспечения, как в условно-бесплатном программном обеспечении.

## Применение
Впервые эта модель лицензирования была использована для игры Ballerburg на компьютерах Atari ST в 1987, программист распространял игру бесплатно, но просил о пожертвовании, предлагая взамен исходный код игры.
Впоследствии многие современные продукты, такие как GIMP, IrfanView, VLC media player, TrueCrypt, FileZilla, Vim стали использовать эту модель лицензирования.

## Beerware
Beerware — вариант Donationware, лицензия программного обеспечения. Она даёт пользователю право свободно использовать ПО и исходные коды. Если пользователь встретит автора программы, лицензированной как Beerware, и программа ему понравилась, он может купить автору кружку пива (или выпить пиво в честь автора). Термин ввёл Джон Бристор 25 апреля 1987, и первые программы, распространяемые по модели Beerware, появились на BBS в 1987 и 1988 годах. С тех пор появилось довольно много вариантов лицензии Beerware. Другая разновидность — muffinware (вместо пива автор просит денег на булочку).
В 2015 году Free Software Foundation не внесла BeerWare в список лицензий, совместимых с GPL.